# Sự kiện Namamugi

Sự kiện Namamugi được mô tả trong một bản in khắc gỗ của Nhật Bản vào thế kỷ 19 với Charles Lennox Richardson ở trung tâm hiện trường.

Sự kiện Namamugi (生麦事件 Sinh Mạch sự kiện, Namamugi-jiken), còn gọi là biến cố Kanagawa và vụ Richardson, là một cuộc khủng hoảng chính trị xảy ra tại Nhật Bản dưới thời Bakumatsu vào ngày 14 tháng 9 năm 1862. Vụ việc bắt nguồn từ Charles Lennox Richardson, một thương gia người Anh, đã bị giết bởi đám tùy tùng vũ trang của Shimazu Hisamitsu, nhiếp chính phiên Satsuma, trên một con đường ở Namamugi gần Kawasaki. Vụ giết Richardson đã làm dấy lên sự phẫn nộ của người châu Âu vì vi phạm đặc quyền ngoại giao của họ ở Nhật Bản, trong khi người Nhật lập luận rằng Richardson đã không tôn trọng Shimazu và bị giết một cách chính đáng theo tục lệ Kiri-sute gomen. Người Anh đòi Satsuma bồi thường và bị từ chối, dẫn đến vụ Pháo kích Kagoshima (hay Chiến tranh Anh-Satsuma) vào tháng 8 năm 1863.

## Diễn biến

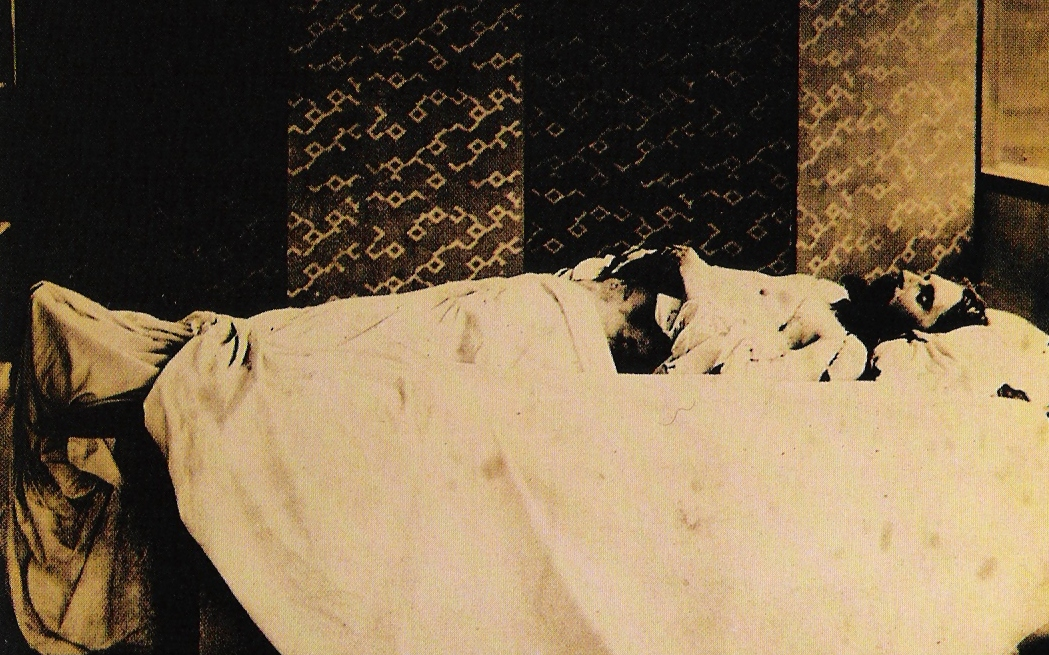
Thi thể của Charles Richardson, 1862.

Ngày 14 tháng 9 năm 1862, bốn du khách người Anh: thương gia Charles Lennox Richardson ở Thượng Hải, hai thương gia ở Yokohama là Woodthorpe Charles Clark và William Marshall, và em dâu của Marshall là Margaret Watson Borradaile, đang đi trên con đường Tōkaidō tại Nhật Bản đến thăm chùa Kawasaki Daishi nằm gần Kawasaki. Richardson gần đây tuyên bố từ giã thương trường và đang viếng thăm ngôi chùa với bạn bè trên đường trở về Anh cùng tài sản của mình. Bốn du khách người Anh đã rời cảng hiệp ước Yokohama lúc 2 giờ 30 phút buổi chiều bằng thuyền, băng qua cảng Yokohama đến làng Kanagawa, trở về với những con ngựa được gửi từ trước. Họ đang đi về phía bắc qua ngôi làng Namamugi gần đó (nay là một phần của quận Tsurumi, Yokohama) thì gặp phải đoàn tùy tùng lớn, có vũ trang của Shimazu Hisamitsu, nhiếp chính và là cha của Shimazu Tadayoshi, daimyō của phiên Satsuma. Shimazu đang đi theo hướng ngược lại với các du khách người Anh, họ tiếp tục đi dọc theo lề đường mà không xuống ngựa cho đến khi họ giáp mặt đoàn tùy tùng, chiếm toàn bộ chiều rộng của con đường. Richardson, dẫn đầu đoàn người Anh, đi gần đến chỗ của đoàn rước kiệu Shimazu và không xuống ngựa dù được ra hiệu liên tục. Richardson liền bị một trong những võ sĩ hộ vệ Satsuma chém trọng thương. Clark và Marshall cũng bị võ sĩ Satsuma chém tới tấp nhưng Borrodaile không bị tổn hại gì, và cả ba chạy đi nhanh nhất có thể. Richardson ngã khỏi ngựa và Shimazu đã ra lệnh thực hiện todome (nghĩa là đòn ân sủng), với vài võ sĩ xông đến vung kiếm chém và đâm Richardson bằng kiếm và thương. Một cuộc khám nghiệm tử thi đối với thi thể của Richardson cho thấy có mười vết thương chí mạng, và ông được chôn cất tại Nghĩa trang Người Nước ngoài Yokohama, giữa những ngôi mộ sau này của Marshall và Clark.

## Hậu quả của Sự kiện Namamugi

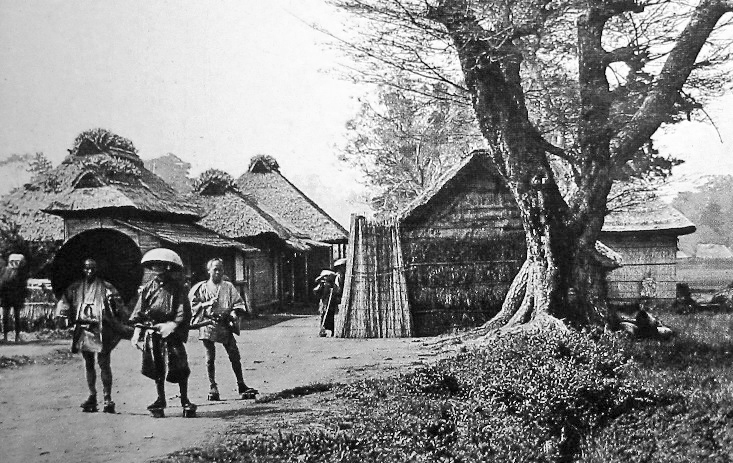
Lối vào làng Namamugi, khoảng năm 1862.

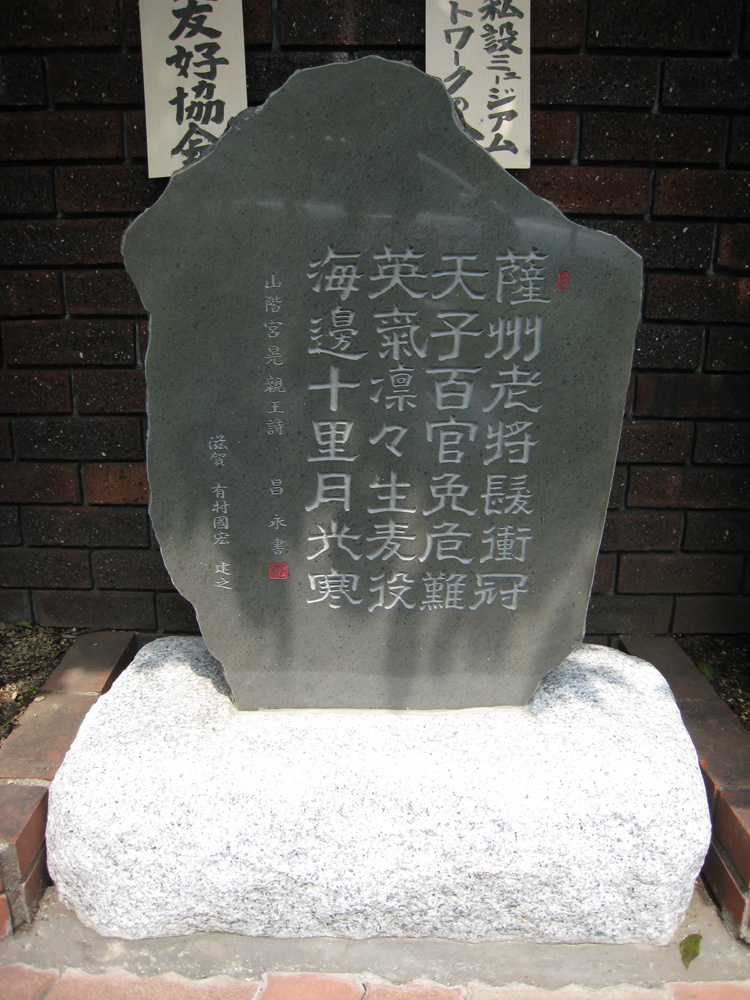
Bài thơ khắc trên tấm bia về Sự kiện Namamugi ở Yokohama.

Biến cố Namamugi đã gây ra một cuộc khủng hoảng chính trị mới ở nước Nhật trong thời Bakumatsu, giai đoạn sau khi Mạc phủ Tokugawa cầm quyền đã chấm dứt chính sách đối ngoại biệt lập mang tính lịch sử được gọi là sakoku (tỏa quốc) và cho phép người nước ngoài nhập cảnh. Người Nhật và người phương Tây rất phẫn nộ trước cái chết của Richardson, với những nhóm này gần như đồng lòng ủng hộ và phản đối vụ giết người.
Những tư liệu từ phía Nhật đã cáo buộc Richardson tiếp tục cưỡi ngựa giữa đường, thậm chí cố gắng chen ngang vào giữa kiệu của Shimazu và các võ sĩ hộ vệ của ông. Ở Nhật Bản thời xưa, các samurai có một quyền hợp pháp được gọi là kiri-sute gomen cho phép họ giết bất kỳ ai thuộc tầng lớp thấp hơn vì thái độ bất kính đối với mình, điều này có thể biện minh cho việc giết người của đoàn tùy tùng nhà Shimazu. Người Nhật đã lấy một ví dụ là Eugene Van Reed, một người Mỹ đã xuống ngựa và cúi đầu trước kiệu của lãnh chúa, như một bằng chứng cho thấy thái độ xấc xược của người Anh (những người không xuống xe) đã gây ra vụ việc. Hành vi của Van Reed đã khiến cộng đồng phương Tây kinh hoàng, do tin rằng người phương Tây nên giữ phẩm giá của mình trước người Nhật, ít nhất là ngang hàng với bất kỳ người Nhật nào. Sau đó cũng có nhiều ý kiến cho rằng Richardson đã lấy roi da đánh người bản xứ khi đang cưỡi ngựa ở Trung Quốc, và theo tờ Japan Herald "Extra" số ra Thứ Ba ngày 16 tháng 9 năm 1862, ông nghe nói ngay trước khi vụ việc xảy ra, "Tôi biết cách đối phó với những kẻ này". Người chú của Richardson được cho là không ngạc nhiên về cái chết của cháu trai mình, mà đổ lỗi cho Richardson vì sự liều lĩnh và ngoan cố. Frederick Wright-Bruce, phái viên nước Anh tại Trung Quốc, nhớ đến Richardson như một nhà mạo hiểm kiêu ngạo.
Vụ việc đã gây ra một sự lo sợ trong cộng đồng người nước ngoài ở Nhật Bản, có trụ sở tại quận Kannai của Yokohama. Người phương Tây lập luận rằng công dân Anh được bảo vệ ở Nhật Bản bởi đặc quyền ngoại giao theo Hiệp ước Hữu nghị Anh-Nhật và được miễn trừ các yêu cầu về mặt văn hóa bản địa, có nghĩa là cái chết của Richardson theo tục lệ kiri-sute gomen là bất hợp pháp. Nhiều thương nhân phương Tây đã kêu gọi chính phủ của họ có hành động trừng phạt chống lại nước Nhật. Nước Anh đã đề nghị Mạc phủ và chúa phiên Satsuma phải bồi thường, cùng với việc bắt giữ, xét xử và xử tử thủ phạm.
Đến giữa năm 1863, người Anh trở nên mất kiên nhẫn khi lời đề nghị bồi thường cho biến cố Namamugi vẫn chưa được đáp ứng. Vào tháng 7, Mạc phủ đành miễn cưỡng trả cho người Anh số tiền 100.000 bảng Anh (một phần ba thu nhập hàng năm của họ) để bồi thường, chủ yếu là do lo ngại hải quân Anh sẵn sàng pháo kích vào thành Edo. Phiên Satsuma tiếp tục phớt lờ yêu cầu của người Anh và từ chối xin lỗi về cái chết của Richardson, khiến chính phủ Anh phẫn nộ tức tốc kéo nguyên một hạm đội hải quân hoàng gia tới lãnh địa của phiên này nhằm gây sức ép bằng hành động quân sự qua vụ pháo kích Kagoshima.

## Ảnh hưởng văn hóa
Sự kiện Namamugi là cơ sở của cuốn tiểu thuyết Gai-Jin của James Clavell.